# Nauja Bianco
Nauja Bianco (* 2. April 1976 in Nuuk) ist eine grönländische Beamtin und ehemalige Badmintonspielerin.

## Leben
Nauja Bianco ist die jüngere von zwei Töchtern eines ostgrönländischen Vaters und einer aus Thy stammenden dänischen Mutter und wuchs in ihrer Geburtsstadt Nuuk auf. Sie war mit einem Dänen verheiratet, ist geschieden und hat drei Kinder.
Sie gewann 1991 und 1993 die Grönländische Badminton-Juniorenmeisterschaft im Damendoppel. 2001 gewann sie auch das Damendoppel der Grönländischen Badmintonmeisterschaft.
Sie studierte Politikwissenschaft an der Universität Odense, der Universität Lille und der Universität Aarhus und schloss das Studium 2004 als cand.scient.pol. ab. Anschließend arbeitete sie für die grönländische Regierung, das dänische Außenministerium und den Nordischen Ministerrat. Von 2006 bis 2010 war sie in Diensten der grönländischen Regierung an der grönländischen EU-Repräsentation in Brüssel angestellt. Von 2018 bis 2020 lebte sie in Toronto, wo sie ihr Beratungsunternehmen Isuma Consulting betrieb. 2020 wurde sie zur Direktorin von Det Grønlandske Hus in Odense ernannt, was sie bis 2023 blieb. 2022 organisierte sie eine dänisch-grönländische Sozialpolitikkonferenz, um auf die sozialen Probleme der in Dänemark lebenden Grönländer aufmerksam zu machen und die Politik zum Handeln aufzufordern.